# Río Cañuto
Der Río Cañuto ist ein kleinerer 32 km langer linker Nebenfluss des Río Huallaga in der Provinz Tocache der Region San Martín im zentralen Norden Perus.

## Flusslauf
Der Río Cañuto entspringt in den östlichen Vorbergen der peruanischen Zentralkordillere auf einer Höhe von etwa 1300 m. Das Quellgebiet befindet sich im Süden des Distrikts Pólvora. Der Río Cañuto fließt in überwiegend nordöstlicher Richtung durch das Hügelland und erreicht bei Flusskilometer 25 das breite, flache Flusstal des Río Huallaga. Dieses durchquert er in überwiegend nordöstlicher Richtung, die letzten 8 Kilometer in nördlicher Richtung. Der Río Cañuto weist auf den unteren 20 Kilometern ein teils stark mäandrierendes Verhalten auf mit zahlreichen engen Flussschlingen und Altarmen. Dabei wird der Fluss von Sumpfgebieten sowie Ölpalmenplantagen flankiert. Bei Flusskilometer 9 kreuzt die Nationalstraße 5N (Tocache–Juanjuí) den Fluss. Der Río Cañuto mündet schließlich auf einer Höhe von ungefähr 471 m in den Río Huallaga. Die Mündung des Río Cañuto befindet sich 1,3 Kilometer oberhalb der des weiter nördlich fließenden Río Challhuayacu.

## Einzugsgebiet
Das Einzugsgebiet des Río Cañuto umfasst eine Fläche von 141 km². Es wird im Norden und im Süden von den Einzugsgebieten der Flüsse Río Challhuayacu und Río Tocache umschlossen.